# 美国联邦检察官

美国联邦检察官旗帜。

美国联邦检察官（英語：United States Attorney），也简称为联邦检察官，他们负责在美国联邦地区法院及美国联邦上诉法院中代表美国联邦政府。
检察官是负责对涉嫌违反法律的个人提起诉讼的法律方，他们负责发起并监督对嫌疑人的进一步刑事调查、指导及建议对嫌犯的量刑；并且他们还是唯一可以参加大陪审团诉讼的司法人员。
在美国及波多黎各、美属维尔京群岛、关岛和北马里亚纳群岛，美国联邦政府共设立了93个美国联邦检察官办公室。通常每个司法辖区都会指派一名美国联邦检察官；但关岛和北马里亚纳群岛例外，这两地由一位美国联邦检察官负责。每位美国联邦检察官都是他所在司法辖区的首席联邦执法官，并在《美国联邦检察官手册》的指导下工作。 他们监督着各自辖区办公室里多达350名美国联邦助理检察官及另外多达350名支持人员的工作。
美国联邦助理检察官是可以代表美国联邦检察官在刑事诉讼及某些民事案件中以原告或被告身份代表美国联邦政府的公职人员。而在履行检察官职责时，美国联邦助理检察官有权调查涉案人员、签发传票、正式提出刑事控告、与被告进行认罪协商和给予证人及被告豁免权。
美国联邦检察官及其办公室是美国司法部的一部分。美国联邦检察官通过美国联邦检察官执行办公室接受美国司法部的监督、管理和支持服务。同时，被选中的美国联邦检察官还可以参加美国司法部长的美国联邦检察官咨询委员会。

## 建立和法源
美国联邦检察官办公室是根据《1789年司法機構法令》而设立，同时设立的还有美国联邦总检察长办公室及美国法警局。该法案还规定了美国最高法院的架构；并设立了构成美国联邦司法机构的下级法院，这其中就包括了美国联邦地区法院。因此，美国联邦检察官办公室的成立要早于美国司法部。《1789年司法機構法令》美国国内每个司法辖区可任命一名“学习过法律的人担任美国联邦的检察官……其职责是在所在辖区内起诉美国当局认定的有犯罪或其他违法行为的当事人，并参与所有与美国联邦相关的民事诉讼……”。在司法部成立之前，美国联邦检察官是独立于美国联邦总检察长的；而在1870年美国司法部成立后，美国联邦检察官才受到美国联邦检察总长（現时譯作美国司法部长）的监督和授权。

## 任免和任期
美国联邦检察官由美国总统任命， 任期四年； 但该任命案必须得到美国联邦参议院的确认。在规定任期结束后，如继任者尚未得到任命确认则由原在任者继续任职，直至继任者获得相应资格。
根据法律，美国联邦检察官必须由美国总统任命； 但自1986年以来，美国司法部长可以任命临时联邦检察官以填补空缺。

### 相关争议
截至2006年3月9日，依据美國法典第28编 § 第546節的相关规定：
⒞根据本章被任命为美国联邦检察官者，可任职至
⑴总统依据本卷第541章任命该地区的美国联邦检察官；
⑵司法部长在本委任满120天后宣布届满。

⒟如果依据⒞⑵条款而任期结束，则该地区的联邦地区法院可以任命一名美国联邦检察官来填补该职位，直至该空缺被正式填补为止。法院的任命令应交由法院书记员存档。
2006年3月9日，由于小布什总统签署了《2005年美国爱国者及防止恐怖主义再授权法》， 因此第546章被进行了修正。原本的⒞与⒟小节被删除，并新增了如下章节。

## 主管机构
美国联邦检察官执行办公室为全美93名联邦检察官（全美设有94个联邦检察官办公室，但关岛和北马里亚纳群岛两个办公室共有一位联邦检察官）提供行政支持，这包括：
- 一般的行政协助与支持；
- 政策制定；
- 行政管理监督与指导；
- 运营支持；
- 与美国司法部辖下其他部门以及其他联邦机构的协调。

这些职责还包括某些包括某些法律、预算、行政和人事服务，以及法律教育。
美国联邦检察官执行办公室依据美国司法部长第8-53号命令于1953年4月6日成立，其目的是在位于华盛顿特区的美国司法部总部与分布在美国50个州（含哥伦比亚特区）、关岛、北马里亚纳群岛、波多黎各及美属维尔京群岛的93名美国联邦检察官建立起紧密联系。这项工作是由时任美国联邦第九巡回上诉法院法官的詹姆斯·罗伯特·布朗宁所负责，因此他也成了美国联邦检察官执行办公室的首位主管。

## 司法辖区

### 已关停办公室
| 办公室                                 | 关停日期      | 备注 |
| -------------------------------------- | ------------- | --- |
| 美国联邦检察官密歇根地区办公室         | 1863年2月24日 | 原办公室被裁撤。后密歇根州设立了东区和西区两个美国联邦检察官办公室。                                                           |
| 美国联邦检察官印第安纳地区办公室       | 1928年4月21日 | 随着印第安纳州分属两个联邦司法辖区，该办公室撤销并另组建了印第安纳州南区和北区两个办公室。                                     |
| 美国联邦检察官南加利福尼亚州东区办公室 | 1965年10月2日 | 伴随加利福尼亚州内联邦司法辖区调整，整个南加利福尼亚州司法辖区已被分拆整合成加利福尼亚州南部、东部和中部三个司法辖区的一部分。 |
| 美国联邦检察官南加利福尼亚州西区办公室 | 1965年10月2日 | 伴随加利福尼亚州内联邦司法辖区调整，整个南加利福尼亚州司法辖区已被分拆整合成加利福尼亚州南部、东部和中部三个司法辖区的一部分。 |
| 美国联邦检察官伊利诺伊州东区办公室     | 1978年10月2日 | 由美国联邦检察官伊利诺伊州中区办公室替代。                                                                                     |
| 美国联邦检察官巴拿马运河区办公室       | 1982年3月31日 | 随着美国政府将这一租借地交还给巴拿马政府，该司法辖区现已撤销。                                                                 |